# Équipe de Curaçao de rugby à XV
L'équipe de Curaçao de rugby à XV rassemble les meilleurs joueurs de rugby à XV de Curaçao, est membre de la NACRA et joue actuellement dans le Championnat des Caraïbes de rugby.